# Четацуја (Бакау)
Четацуја (рум. Cetățuia) насеље је у Румунији у округу Бакау у општини Стругари. Oпштина се налази на надморској висини од 357 m.

## Становништво
Према подацима из 2002. године у насељу је живело 332 становника, од којих су сви румунске националности.